# Косова-Рахімова Вікторія Вікторівна
Косова-Рахімова Вікторія Вікторівна — українська кіно- і телеактриса, дизайнер і художниця, головний редактор мережевого глянцевого журналу Nargis. Відома, насамперед, за роллю Насті у голландському телесеріалі «Матрьошки» та виступами у складі попгурту «Горячий шоколад».
Вищу освіту здобувала у Київському національному університеті театру, кіно і телебачення імені Івана Карпенка-Карого.
У 2013 році відбулась перша виставка робіт Вікторії «Отпечатки тела». У 2015 році у Києві відкрився бутік «Vika Kosova», де художниця представила свою першу колекцію одягу.

## Фільмографія

### Кіно
| Рік  |   | Українська назва | Оригінальна назва           | Роль             |
| ---- | - | ---------------- | --------------------------- | ---------------- |
| 2014 | ф |                  | рос. Скорый «Москва-Россия» | дівчина в ангарі |

### Телебачення
| Рік       |   | Українська назва  | Оригінальна назва          | Роль   |
| --------- | - | ----------------- | -------------------------- | ------ |
| 2005—2005 | с |                   | нід. Matroesjka's          | Настя  |
| 2008—2008 | с |                   | нід. Matroesjka's 2        | Настя  |
| 2010—2010 | с |                   | рос. Вера. Надежда. Любовь | Оксана |
| 2010—2016 | с | Сімейні мелодрами | рос. Семейные мелодрамы    |        |
| 2013—2013 | с |                   | рос. Поцелуй!              | Іванна |

### Соцмережі
- Косова-Рахімова Вікторія Вікторівна у соцмережі «Facebook»
- Косова-Рахімова Вікторія Вікторівна  у соцмережі «Instagram»